# 제2회 베를린 국제 영화제
제2회 베를린 국제 영화제의 시상식에 관한 내용이다.

## 수상 및 후보

### 황금곰상
- Hon dansade en sommar - Arne Mattsson 수상

### 은곰상
- 팡팡 튤립 - 크리스티앙 자크 수상

### 동곰상
- 내 사랑 나의 조국 - 졸탄 코다 수상